# 쿠르트 리슈카
쿠르트 파울 베르너 리슈카(독일어: Kurt Lischka, 1909년 8월 16일 ~ 1989년 4월 5일)는 제2차 세계 대전에서 독일이 프랑스를 점령했을 때 파리에서 보안 경찰과 보안국의 지휘관이자 SS 간부였다.